# Grotta dello Smeraldo
La grotta dello Smeraldo è una cavità carsica parzialmente invasa dal mare situata nel territorio del comune di Conca dei Marini. Fu scoperta dal pescatore  Luigi Buonocore  nel 1932. Misura circa 45 x 32 metri ed è alta circa 24 metri, e deve il suo nome alle tonalità smeraldine che assume l'acqua per via della luce solare filtrata attraverso una fenditura sottomarina che la collega al mare aperto. In tempi molto remoti era posta al di sopra del livello del mare e al suo interno si sono create, col passare del tempo, numerose stalattiti e stalagmiti, che in alcuni tratti si uniscono a formare delle possenti colonne alte più di dieci metri; solo in seguito ad un fenomeno di bradisismo, il suolo della grotta si è abbassato, facendola sprofondare sott'acqua. In essa è presente una rara specie di celenterati, Anemonactis mazeli, che vive in luoghi dove non c'è luce.
Nel 1956, sul suo fondale, è stato allestito un presepe subacqueo, composto da statuine di ceramica; annualmente, durante il periodo natalizio, un gruppo di sommozzatori depone fasci di fiori ai piedi di Gesù Bambino. La grotta è stata, inoltre, impiegata come set cinematografico della fiction televisiva Capri.
La grotta dello Smeraldo è accessibile sia via mare sia dalla SS 163, da cui si discende tramite un ascensore.